# Raoudha Chaari
Raoudha Chaari, née le 4 février 1973, est une judokate tunisienne.

## Carrière
Raoudha Chaari évolue dans la catégorie des moins de 56 kg. Elle est médaillée d'or aux championnats d'Afrique 1996, médaillée d'argent aux Jeux africains de 1995, médaillée de bronze aux Jeux méditerranéens de 1997 mais est éliminée au premier tour des Jeux olympiques de 1996 par la Britannique Nicola Fairbrother.